# Хмелевський Юрій Миколайович
Хмеле́вський Ю́рій Микола́йович (8 квітня 1967, м. Тульчин — український поет, член Національної спілки письменників України (2018).

## Біографія

Обкладинка книги «Ключі до вічності», 2016

Обкладинка книги «Акт гуманізму», 2017

Обкладинка книги «Декорації змін», 2018

Народився 8 квітня 1967 року в м. Тульчин Вінницької області. Закінчив історичний факультет Одеського державного університету ім. І. Мечнікова (1990), Одеський регіональний інститут Української академії державного управління при Президентові України (2002). Працював вчителем історії та суспільствознавства в середніх школах Тульчинського району (1990—1994 рр.). З 1994 р. — на державній службі, зокрема, працює в Тульчинській районній державній адміністрації. Займається громадською діяльністю. З 1995 р. — член, а з 2003 р. — голова Тульчинського районного літературно-мистецького об'єднання «Оберіг». Також від 1998 р. — голова Конгресу української інтелігенції Тульчинщини.

Живе і працює у рідному місті.

## Літературна діяльність
Поет. Віршуванням займається з 11 років. Перша публікація з'явилась у періодиці 1991 р. У доробку — переважно філософська, патріотична лірика, сатира і гумор. Автор збірок:
- «Ключі до вічності»: поезія (2016)[3];
- «Акт гуманізму»: сатира і гумор (2017)[4];
- «Декорації змін»: поезія (2018).[5].

Є публікації у регіональних колективних альманахах та збірниках «Вітрила», «Подільська пектораль», «17 вересня», «Сторожові вогні над Божою рікою», «Слово про Леонтовича», «Оберіг», «Ми в дорогу вийшли на світанні», «Думки романтика», «Колиска роду», «З Україною в серці», журналі «Вінницький край», місцевій періодиці.
|                    | У нього досить розмаїта жанрова палітра. Насамперед це лірик з гострим зором. Він дарує нам чудеса. <…> Досить успішно заявив про себе Хмелевський як байкар. Напрочуд пізнавані і колоритні його персонажі. |
| — Петро Перебийніс | |

- Літературно-мистецька премія «Кришталева вишня» (2019)[7]